# Western Australia International 2004
Die Western Australia International 2004 im Badminton fanden vom 23. bis zum 25. Juli 2004 in Perth statt.

## Sieger und Platzierte
| Disziplin    | Gold                            | Silber                          | Bronze                           |
| ------------ | ------------------------------- | ------------------------------- | -------------------------------- |
| Herreneinzel | Sairul Amar Ayob                | Andrew Smith                    | Yuichi Ikeda                     |
| Herreneinzel | Sairul Amar Ayob                | Andrew Smith                    | Hiroshi Shimizu                  |
| Dameneinzel  | Huang Chia-chi                  | Lenny Permana                   | Rebecca Gordon                   |
| Dameneinzel  | Huang Chia-chi                  | Lenny Permana                   | Miyo Akao                        |
| Herrendoppel | Naoki Kawamae Yusuke Shinkai    | Keishi Kawaguchi Toru Matsumoto | Ashley Brehaut Travis Denney     |
| Herrendoppel | Naoki Kawamae Yusuke Shinkai    | Keishi Kawaguchi Toru Matsumoto | Geoffrey Bellingham Craig Cooper |
| Damendoppel  | Noriko Okuma Miyuki Tai         | Chor Hooi Yee Fong Chew Yen     | Jane Crabtree Kate Wilson-Smith  |
| Damendoppel  | Noriko Okuma Miyuki Tai         | Chor Hooi Yee Fong Chew Yen     | Huang Chia-chi Lenny Permana     |
| Mixed        | Travis Denney Kate Wilson-Smith | Stuart Brehaut Tania Luiz       | Hiroshi Shimizu Miyuki Tai       |
| Mixed        | Travis Denney Kate Wilson-Smith | Stuart Brehaut Tania Luiz       | Craig Cooper Rebecca Gordon      |